# Vladimirovac
Vladimirovac (serbo: Владимировац, Rumeno: Petrovasila, Tedesco: Petersdorf, Ungherese: Petre) è un villaggio della Serbia situato nella municipalità di Alibunar, nel distretto del Banato Meridionale, nella provincia autonoma di Voivodina.

## Popolazione
La popolazione totale della cittadina conta 4.111 abitanti (censimento del 2002) di cui:
- Serbi: 2.259
- Rumeni: 1.424
- Rom: 110
- Altre popolazioni: 318

## Società

### Evoluzione demografica
- 1961: 4.750 abitanti
- 1971: 4.583 abitanti
- 1981: 5.106 abitanti
- 1991: 4.539 abitanti
- 2002: 4.111 abitanti